# Amy-Eloise Markovc
Amy-Eloise Markovc (ur. 5 sierpnia 1995 w Stockport jako Amy-Eloise Neale) – brytyjska lekkoatletka specjalizująca się w biegach długich.
W 2013 startowała na mistrzostwach świata w biegach przełajowych w Bydgoszczy, na których indywidualnie zajęła 21. miejsce w biegu juniorek, a wraz z koleżankami z reprezentacji zdobyła brąz w drużynie.

## Osiągnięcia
| Rok  | Impreza                                   | Miejsce    | Konkurencja                   | Pozycja     | Wynik    |
| ---- | ----------------------------------------- | ---------- | ----------------------------- | ----------- | -------- |
| 2011 | Mistrzostwa świata juniorów młodszych     | Lille      | bieg na 2000 m z przeszkodami | 11. miejsce | 6:37,27  |
| 2013 | Mistrzostwa świata w biegach przełajowych | Bydgoszcz  | bieg juniorek                 | 21. miejsce | 19:34    |
| 2013 | Mistrzostwa świata w biegach przełajowych | Bydgoszcz  | drużyna juniorek              | 3. miejsce  |          |
| 2013 | Mistrzostwa Europy juniorów               | Rieti      | bieg na 3000 m z przeszkodami | 5. miejsce  | 10:19,32 |
| 2014 | Mistrzostwa świata juniorów               | Eugene     | bieg na 3000 m z przeszkodami | 11. miejsce | 10:25,14 |
| 2017 | Mistrzostwa Europy w biegach przełajowych | Šamorín    | bieg młodzieżowców            | 4. miejsce  | 20:59    |
| 2017 | Mistrzostwa Europy w biegach przełajowych | Šamorín    | drużyna młodzieżowców         | 1. miejsce  |          |
| 2021 | Puchar Europy w biegu na 10 000 metrów    | Birmingham | bieg na 10 000 m              | 5. miejsce  | 32:04,38 |
| 2021 | Halowe mistrzostwa Europy                 | Toruń      | bieg na 3000 m                | 1. miejsce  | 8:46,43  |
| 2021 | Igrzyska olimpijskie                      | Tokio      | bieg na 5000 m                | eliminacje  | 15:03,22 |
| 2022 | Halowe mistrzostwa świata                 | Belgrad    | bieg na 3000 m                | 15. miejsce | 8:53,57  |
| 2022 | Mistrzostwa świata                        | Eugene     | bieg na 5000 m                | eliminacje  | 15:31,62 |
| 2022 | Igrzyska Wspólnoty Narodów                | Birmingham | bieg na 5000 m                | 4. miejsce  | 14:56,60 |
| 2022 | Mistrzostwa Europy                        | Monachium  | bieg na 5000 m                | 5. miejsce  | 15:08,75 |
| 2022 | Mistrzostwa Europy w biegach przełajowych | Turyn      | bieg seniorek                 | 26. miejsce | 28:20    |
| 2022 | Mistrzostwa Europy w biegach przełajowych | Turyn      | drużyna seniorek              | 2. miejsce  |          |
| 2023 | Mistrzostwa świata                        | Budapeszt  | bieg na 5000 m                | eliminacje  | 15:13,66 |

## Rekordy życiowe
- bieg na 1500 metrów (stadion) – 4:09,31 (2019)
- bieg na 1500 metrów (hala) – 4:08,68 (2022)
- bieg na milę (stadion) – 4:27,13 (2021)
- bieg na milę (hala) – 4:35,12 (2017)
- bieg na 3000 metrów – 8:40,32 (2022)
- bieg na 3000 metrów (hala) – 8:44,15 (2022)
- bieg na 5000 metrów – 14:56,60 (2022)
- bieg na 3000 metrów z przeszkodami – 10:13,74 (2013)